# إليزابيث أيكمن
إليزابيث أيكمن (بالسويدية: Elisabeth Ekman)‏ هي عالمة نبات سويدية، ولدت في 18 ديسمبر 1862 في Dylta bruk ‏ في السويد، وتوفيت في 25 مايو 1936 في Hedvig Eleonora Parish ‏ في السويد.